# Ouma
Ouma (лат.) — род мелких хальцидоидных наездников из семейства Ormyridae. Известно 2 вида. Встречается в Африке: Танзания и ЮАР.

## Этимология
Название рода происходит от слова ouma, на языке африкаанс означающего «бабушка», в связи с явно плезиоморфными признаками этого рода по сравнению с другими Ormyrinae.

## Описание
Длина около 2 мм. Тело коричневое или тёмное сине-зелёное с желтовато-коричневыми ногами. Формула усиков 11263. Глаза нормальные, скуловой промежуток длинный; лицо в основном сетчато-пунктированное; нотаули мелкие до почти нечётких, по крайней мере в задней части. Переднее крыло гиалиновое; лапка с расщеплённым или нечётким базальным выступом; большинство метасомальных тергитов слабо пунктировано-решётчатые, без ямок или зубчатых границ. Первый тергит практически гладкий, последующие тергиты равномерно и мелко пунктированно-ретикулированные, за исключением их гладкого заднего края.

## Биология
Биология представителей рода Ouma неизвестна.

## Таксономия
Известно 2 вида. Род и оба вида были впервые описан в 2024 году, они включены в номинативное подсемейство Ormyrinae (Ormyridae). Новый род, по-видимому, наиболее близок к Eubeckerella благодаря почти гладким брюшным тергитам, без ямок и зубчатых границ. Также отличается формулой усиков, слабо обозначенными нотаулями и меньшим размером глаз.
- Ouma daleskeyae  Mitroiu, 2024 — Танзания
- Ouma emazantsi  Mitroiu, 2024typus — ЮАР